# Hlavná ulica (Košice)
Hlavná ulica (letteralmente "Via maestra") è la via principale di Košice. Percorre tutto il centro della città in direzione nord-sud e vi si affacciano i più importanti monumenti della città. Si snoda per 1200 m da Námestie osloboditeľov ("Piazza dei Liberatori") a sud, fino a Námestie Maratónu mieru ("Piazza Maratona della Pace") a nord. I suoi prolungamenti fuori dal centro storico prendono il nome di Južna trieda verso sud e ulica Komenského verso nord.
È praticamente per intero zona pedonale, fa eccezione il tratto finale verso nord. Lungo la via si succedono tre giardini, ciascuno con una fontana. Il parco del tratto centrale è il più grande e vi è allestita una fontana musicale: si trova fra la cattedrale di Sant'Elisabetta e il Teatro di Stato, due grandi edifici che si trovano al centro della via, formando di fatto una piazza.
Infatti la via prende origine da una piazza medievale e da quell'epoca ha conservato un'originale pianta a forma di fuso. 

## Storia
Durante il Medioevo, la strada era indicata come Circulus, Ring, Theatrum: ciò dimostra che la via all'epoca era considerata una piazza. Le mappe del XVIII secolo la mostrano con il nome latino di Platea principalis e successivamente furono utilizzati gli equivalenti tedeschi e ungheresi di Haupt Gasse e Fő utcza.
Dopo la nascita della Cecoslovacchia il nome ungherese originale Fő utcza fu tradotto nello slovacco Hlavná ulica. Mantenne questo nome fino al 1933, quando la strada fu intitolata al generale Milan Rastislav Štefánik, e fu costruita una sua statua lungo la strada. Dopo il Primo arbitrato di Vienna, Košice fu annessa all'Ungheria e il nome della via tornò Fő utcza, ma, dopo la Seconda guerra mondiale per un breve periodo la via fu di nuovo intitolata a Štefánik.
Nel 1935 negli scavi sotto l'edificio attualmente al numero civico 68 fu rinvenuto il prezioso Tesoro di Košice, uno dei più grandi ritrovamenti di monete d'oro del mondo. 
Nell'estate del 1949, la via fu ribattezzata Leninova ulica dalle autorità comuniste e mantenne questo nome per 41 anni esatti. Il 1º luglio 1990 fu ripristinato il nome storico Hlavná ulica. Già alla fine degli anni 1980, durante la valorizzazione del centro storico di Košice, il sovrintendente Ivan Gojdič, parente del vescovo Pavol Peter Gojdič, aveva proposto un compromesso per il nome della via: Hlavná ulica Vladimíra Iľjiča Lenina, ma la proposta fu respinta dalle autorità comuniste..

## Monumenti ed edifici storici
- Cattedrale di Sant'Elisabetta
- Chiesa di San Michele
- Chiesa di Sant'Antonio di Padova, detta chiesa dei francescani
- Campanile di Sant'Urbano
- Teatro di Stato
- Colonna dell'Immacolata
- Osemposchoďák, edificio funzionalista già sede delle Assicurazioni Generali
- Palazzo Pongrác-Forgáč (sede della Biblioteca scientifica)
- Palazzo arcivescovile
- Palazzo della contea
- Vecchio municipio
- Hotel e caffè Slávia
- Casa di Levoča
- Chiesa della Santissima Trinità, detta chiesa dei premostratensi
- Palazzo Andrássy
- Palazzo Hadik-Barkóci
- Palazzo Čáki-Dezőfi

In origine lungo la via scorreva un canale, derivato dal fiume Hornád, che fu successivamente interrato. Durante i lavori di riqualificazione del 1995 – 1996 voluti dal sindaco Rudolf Schuster fu costruito un finto canale, chiamato Čermeľský potôčik.
Dalla via è possibile accedere anche agli scavi sotterranei in cui si può visitare il bastione meridionale della città.

## Galleria d'immagini

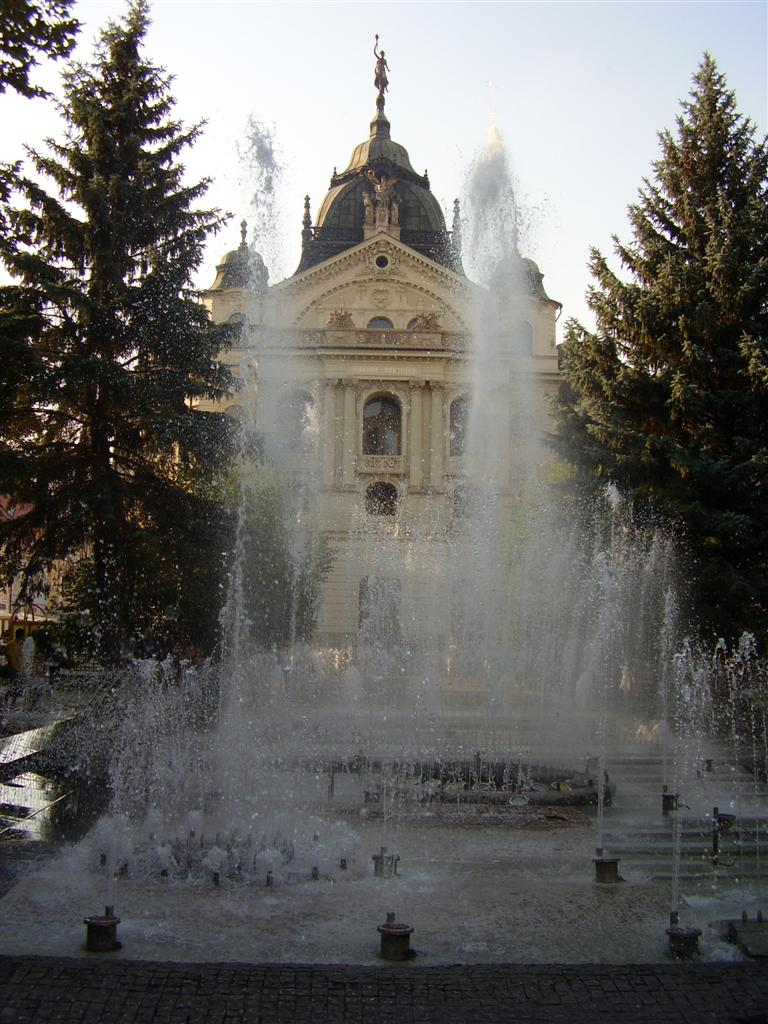
La fontana musicale con lo sfondo del Teatro di Stato
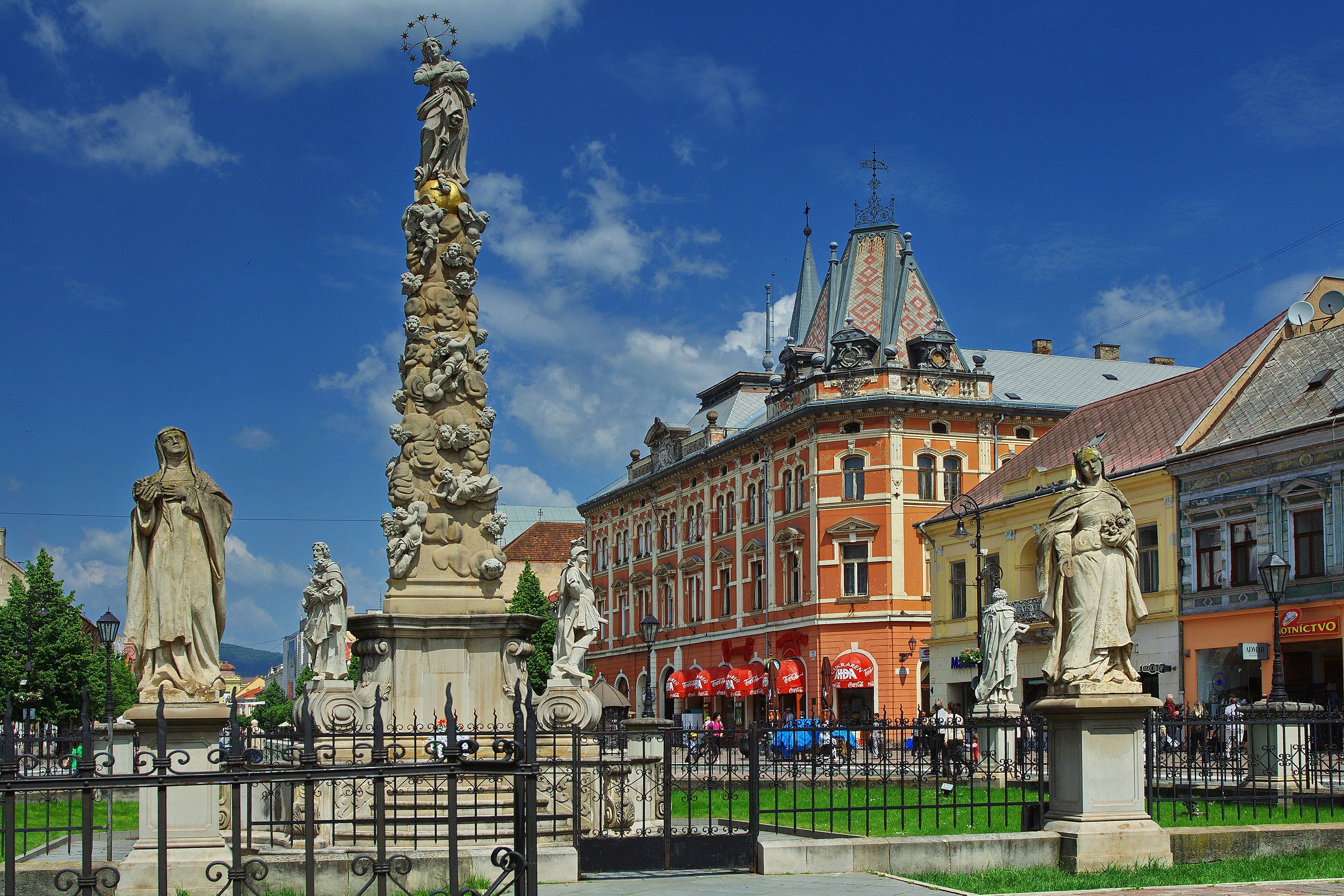
La settecentesca Colonna dell'Immacolata e Palazzo Andrássy
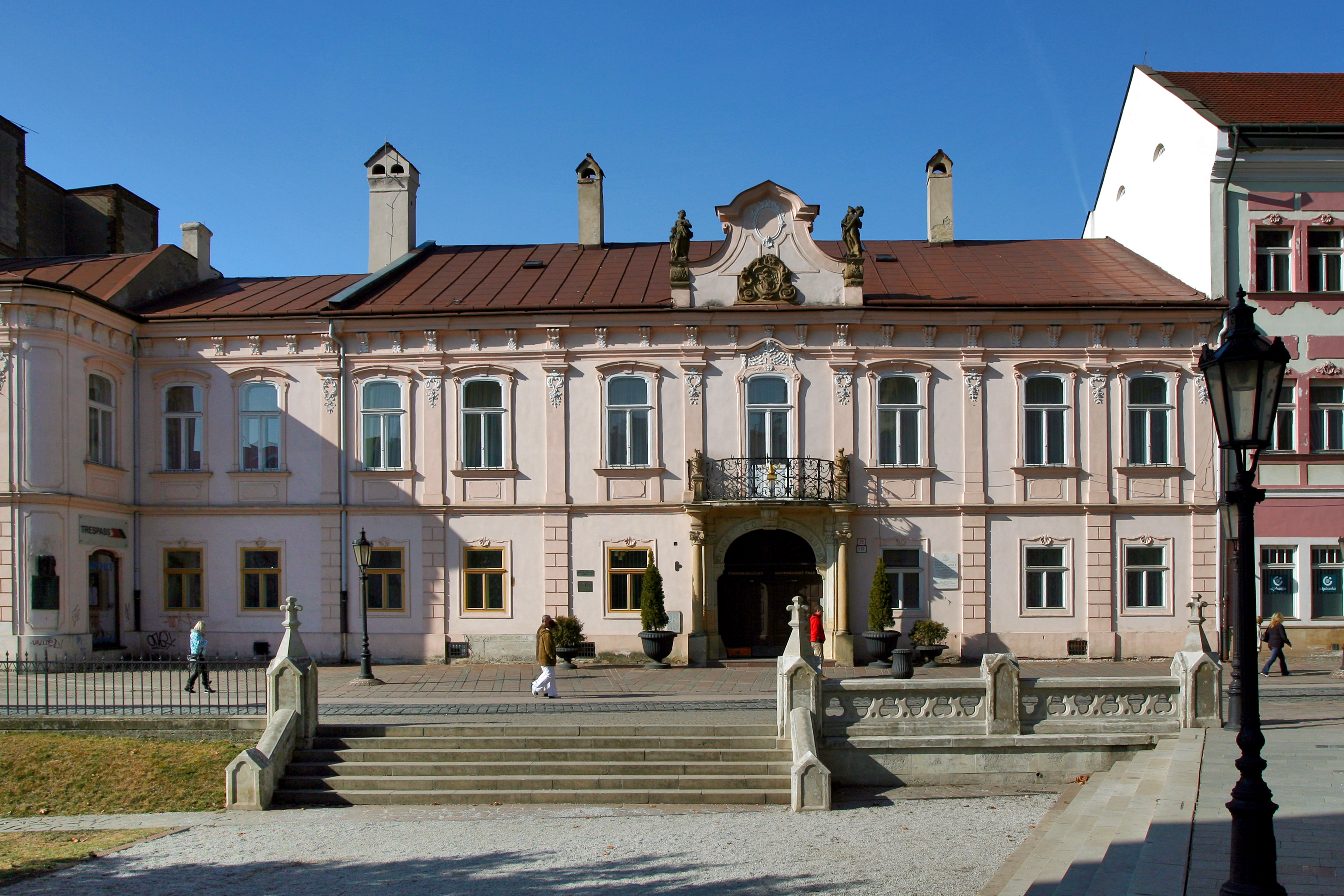
Palazzo arcivescovile
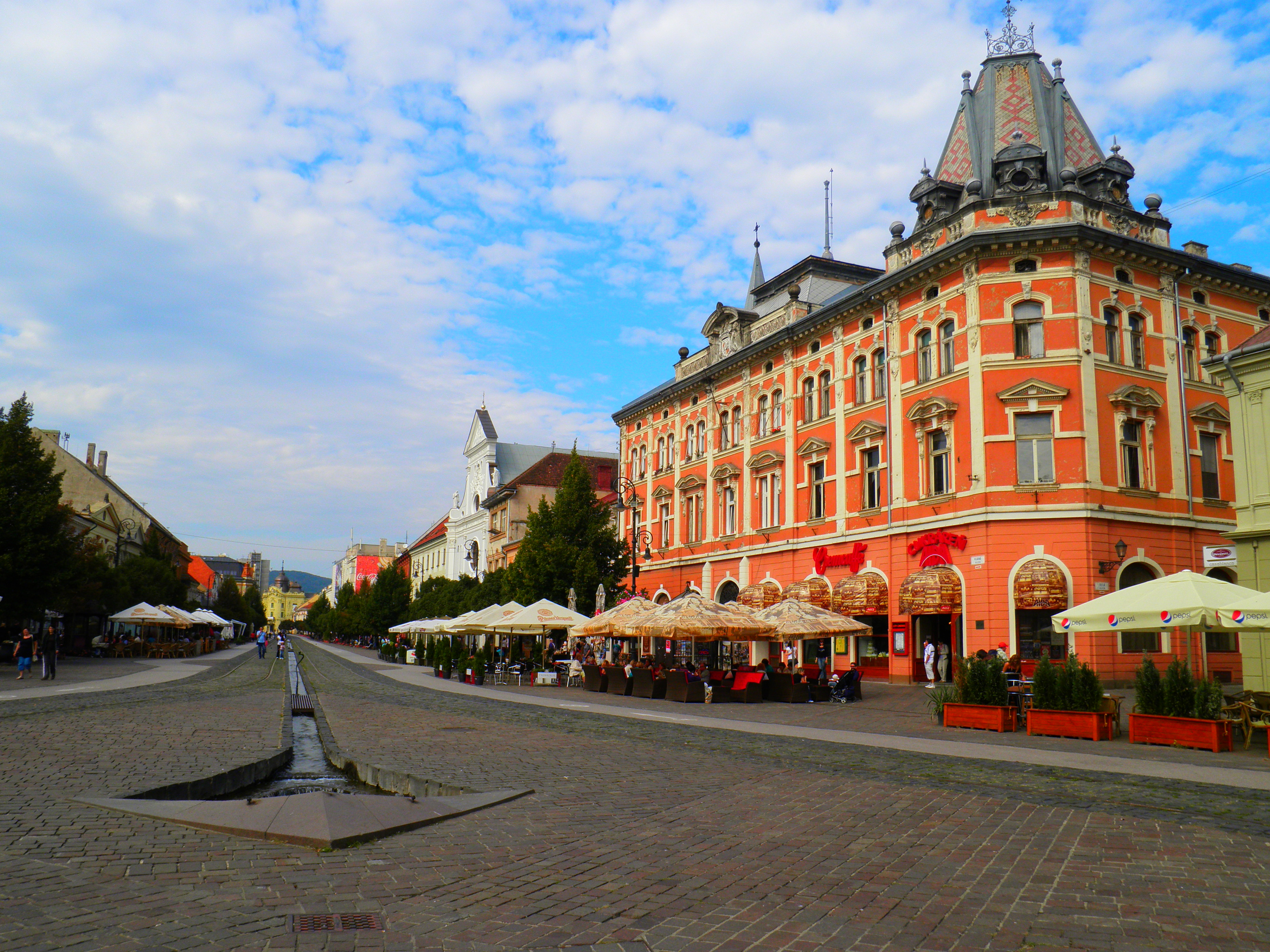
Il Palazzo Andrássy e la ricostruzione del canale, nel tratto settentrionale della via
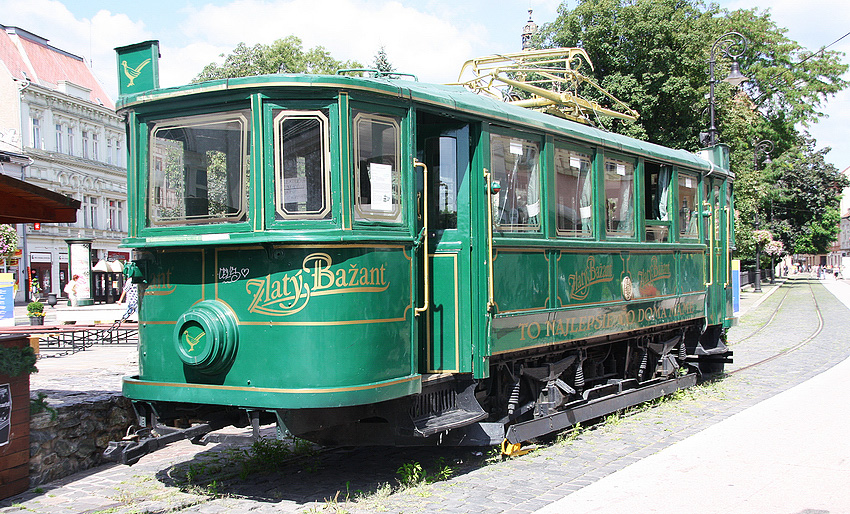
Un tram pubblicitario usato come birreria: lungo la via vi sono le rotaie per il tram, sebbene il tratto non sia percorso da nessuna linea
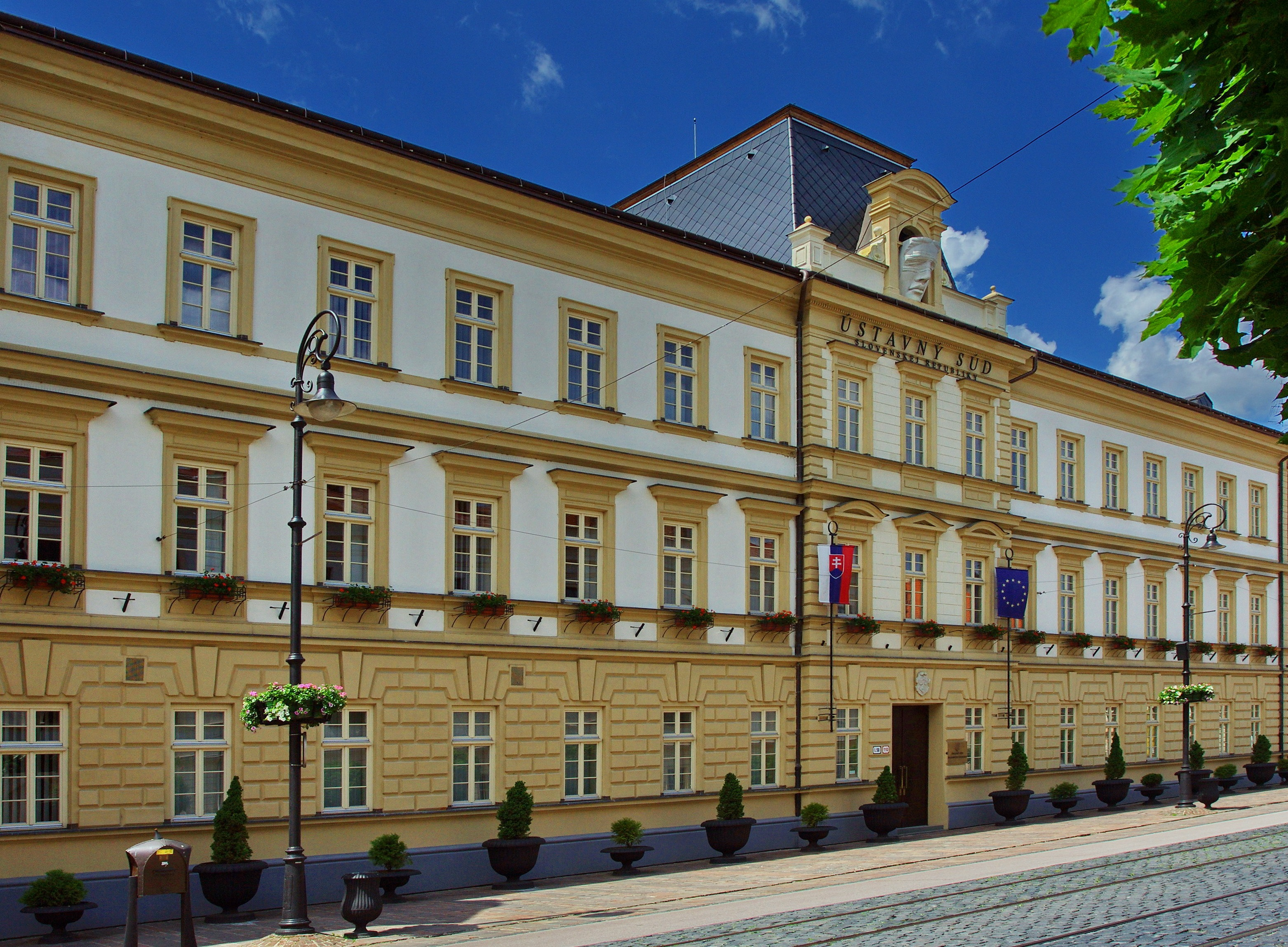
Il palazzo della Corte Costituzionale
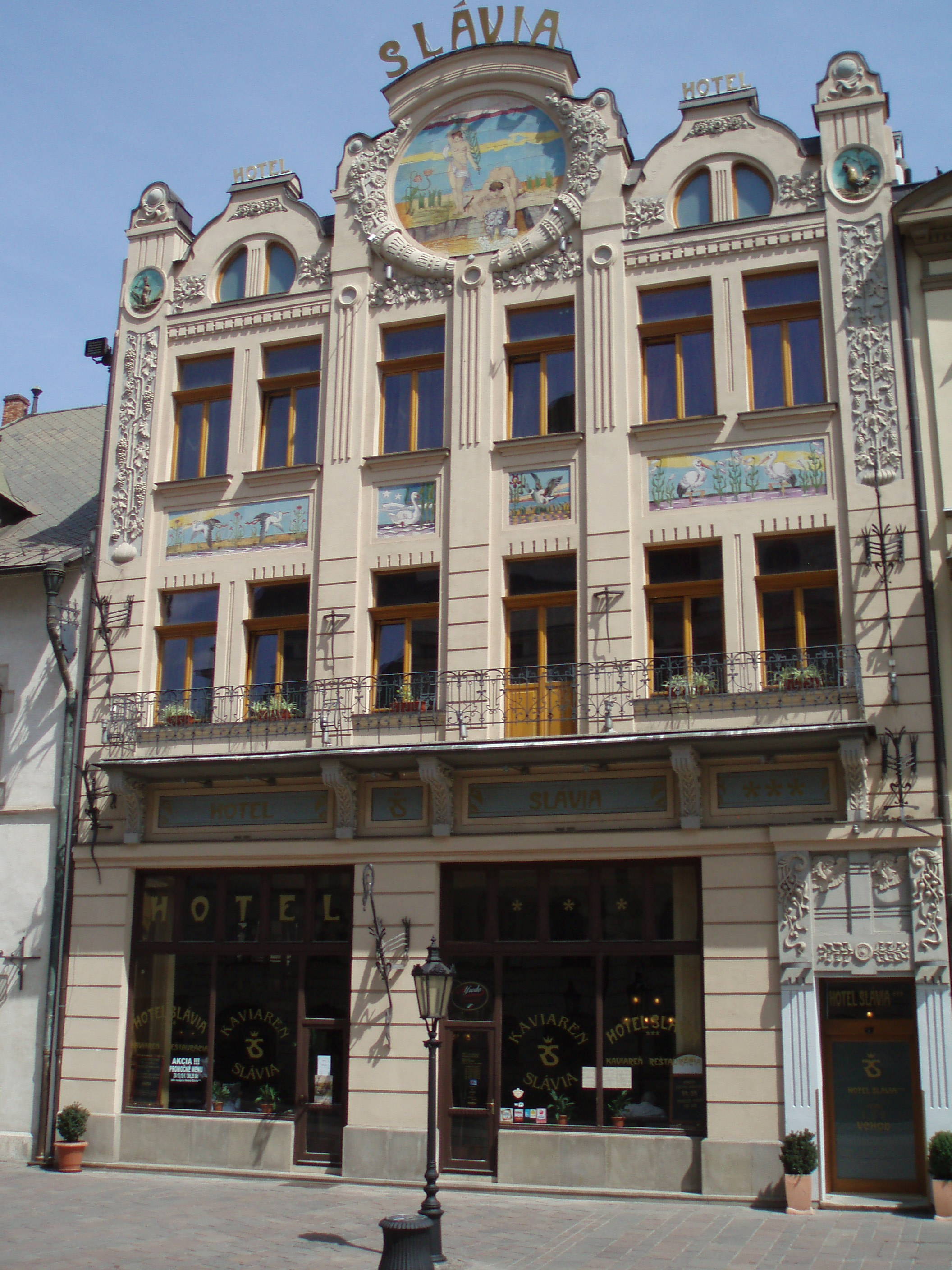
La facciata dell'hotel e caffè Slávia con le sue ricche decorazioni
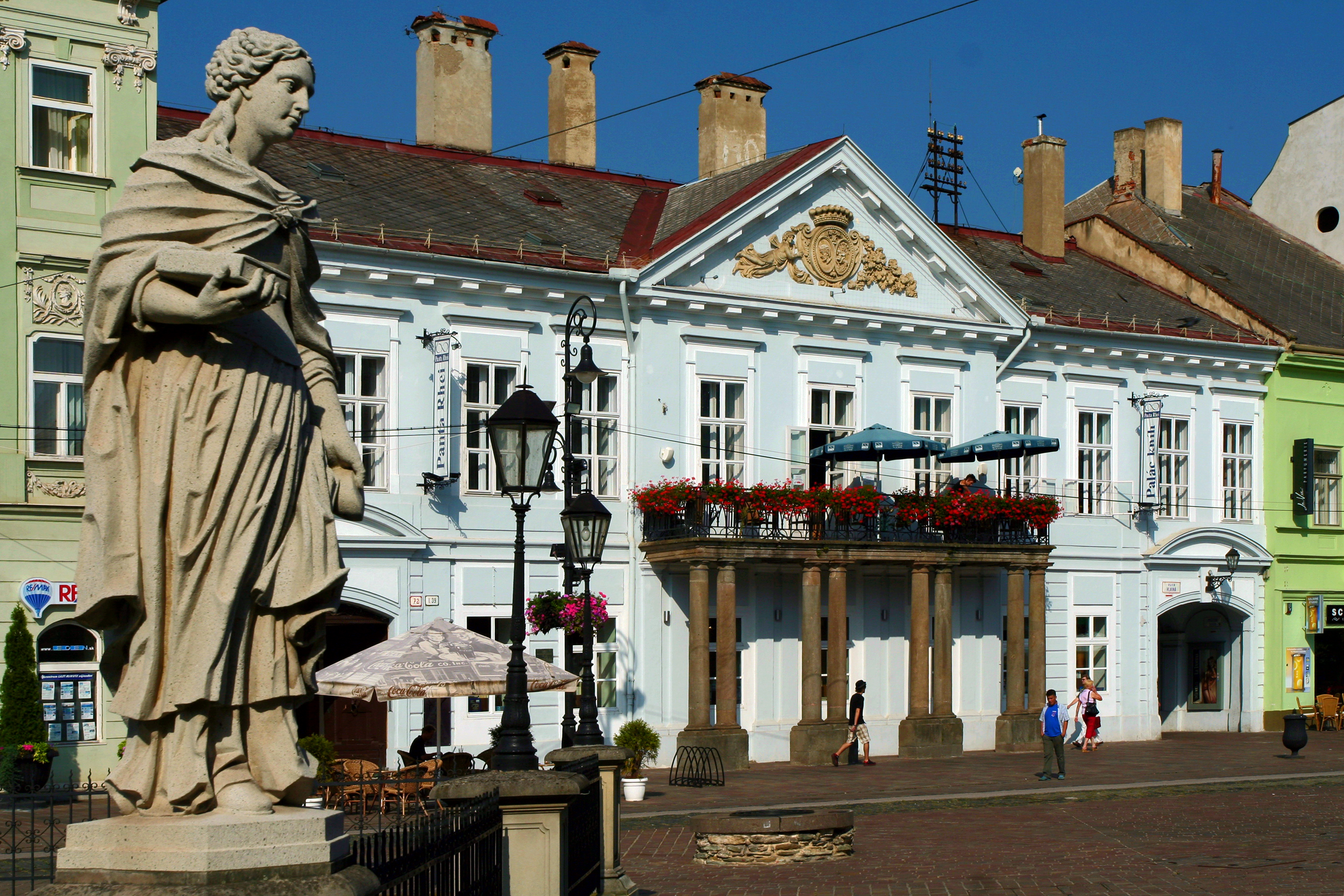
Il palazzo Čáki-Dezőfi